# Claude Weisz
Claude Weisz (Paris, março de 1939 - 2019) foi um cineasta francês.